# Clash (série télévisée, 2018)
 (décembre 2019).
Pour les articles homonymes, voir Clash.
Clash est une série télévisée québécoise diffusée depuis le 15 septembre 2018 à Super Écran puis à partir du 5 novembre 2018 sur Vrak. La série est écrite par Martine D’Anjou. Il s’agit d’une production d’Aetios en collaboration avec Bell Média.

## Synopsis
La série s'intéresse au quotidien de jeunes qui se rencontrent dans un centre de réadaptation. Jasmine, Christophe et Robin doivent vivre avec les séquelles physiques et psychologiques d'un accident de voiture. Arielle, une mannequin, doit apprendre à vivre avec les marques de brûlure sur son corps. David a fait un accident vasculaire cérébral (AVC) alors qu'il a été attaqué dans une ruelle. Il est maintenant aphasique.

## Distribution

### Acteurs principaux
- Alexandre Nachi : Robin Watusi Martinez
- Alex Godbout : Christophe Brodeur
- Félix-Antoine Cantin : David Levac
- Rose-Marie Perreault : Arielle Nelson
- Ludivine Reding : Jasmine Taillefer
- Pierre-Alexis St-Georges : Philippe Brodeur

### Acteurs récurrents
- Robert Naylor : Vincent Dumoulin (saison 2)
- Kelly Depeault : Maïa Adler (saison 3)[1]
- Marianne Fortier : Sœur de Vincent Dumoulin (saison 3)
- Camille Felton : Gaëlle Désilets (saison 3)
- Louis-Olivier Mauffette : Manu (saison 3)[2]
- Geneviève Rochette (saison 3)
- Henri Chassé : Charles Dumoulin (saison 3)
- Macha Limonchik : Mère de Vincent Dumoulin (saison 3)

## Production
Le 20 mars 2019, la série est renouvelée pour une deuxième saison.

## Épisodes

### Première saison (2018)
La première saison totalise 48 épisodes. Elle est diffusée à Super Écran dès le 15 septembre 2018, en bloc de quatre épisodes, avant d'être proposée à Vrak, en tant que série quotidienne, à partir du 5 novembre 2018.

### Deuxième saison (2020)
La seconde saison compte 24 épisodes. Elle est diffusée à Vrak dès le 3 février 2020.

### Troisième saison (2021)
La troisième et dernière saison, qui comporte vingt épisodes, est disponible sur la plateforme Crave à partir du 1er janvier 2021, puis à l'automne sur Vrak.